# Asseco Business Solutions
Asseco Business Solutions (Asseco BS) – polska spółka informatyczna z siedzibą w Lublinie, producent systemów IT wspierających zarządzanie przedsiębiorstwem. W portfolio wdrożeń ma kilkadziesiąt tysięcy klientów biznesowych z różnych branży w Europie, Azji, Australii i Ameryce Łacińskiej oraz na Bliskim Wschodzie.
Asseco Business Solutions zatrudnia około 950 pracowników w 15 biurach zlokalizowanych na terenie całej Polski. Spółka jest częścią międzynarodowej Grupy Kapitałowej Asseco, która skupia spółki działające w branży informatycznej na całym świecie. Asseco Business Solutions należy do centrum kompetencyjnego Grupy w obszarze własnego oprogramowania ERP (Asseco Enterprise Solutions a.s.).
Jest też notowana na Giełdzie Papierów Wartościowych w Warszawie.

## Historia
Asseco Business Solutions powstało w 2007 roku w wyniku połączenia kilku polskich spółek, dostawców rozwiązań IT dla przedsiębiorstw: Safo, Softlab, WA-PRO oraz Incenti. W roku 2009 do Asseco BS dołączyła Anica System, a w 2018 spółka Macrologic.

## Relacje inwestorskie
Asseco Business Solutions jest notowane na Giełdzie Papierów Wartościowych w Warszawie i należy do indeksów sWIG80 oraz branżowego indeksu WIG-Informatyka. Całkowita wartość akcji spółki na koniec I półrocza 2020 r. wyniosła ponad miliard złotych.